# Coelogyne cristata
 Coelogyne cristata Lindl. (1821) es una especie de orquídea epífita. Estas orquídeas con formas de volantes se distribuyen ampliamente por las estribaciones del Himalaya, y en Java a altitudes de 1500 a 2600 m s. n. m. por lo que aguantan temperaturas frescas a frías.

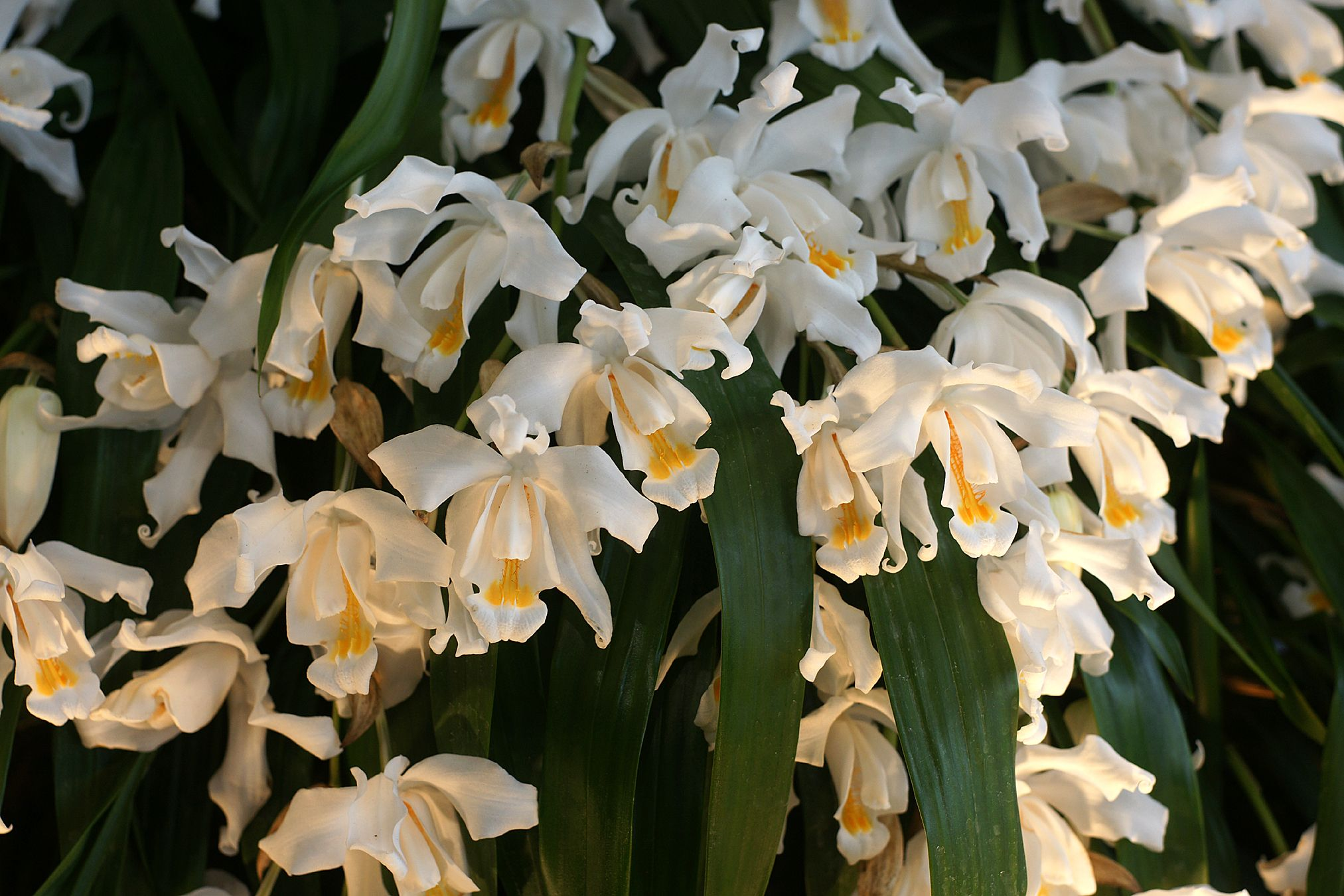
Inflorescencia

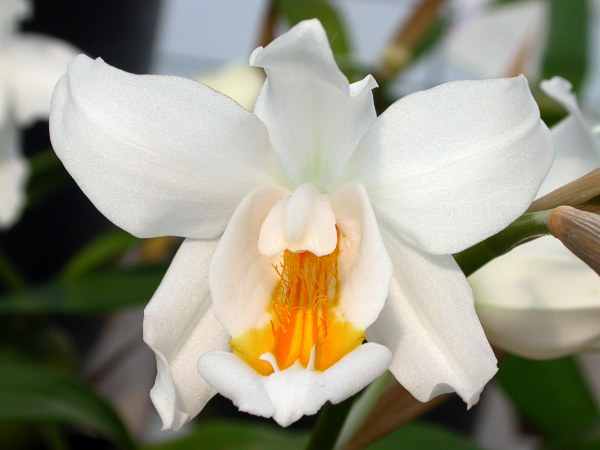
Detalle de la flor

## Distribución y hábitat
Estas especies son epífitas  o litófitas  se distribuyen ampliamente por el sur del Himalaya en sus estribaciones, por lo que aguantan temperaturas frescas a frías. En la naturaleza se encuentran en zonas de bosque con abundantes nieblas por lo que se encuentran en las partes altas de los árboles o en rocas desnudas expuestas a la luz.

## Descripción
Planta epífita con pseudobulbos oblongos, agrupados de los que salen una o dos hojas apicales, lanceoladas y sesiles.

Florece en un tallo floral de unos 15 a 30 cm; con pocas a varias inflorescencias (3 a 10) de flores perfumadas espectaculares ( de 4 a 6 cm )con forma de volantes blancas con una mancha amarilla en el labelo ( en la variedad alba esta mancha no existe).

Presentan brácteas persistentes basales. Florecen de mediados de invierno a primavera.

## Taxonomía
Coelogyne cristata fue descrita por John Lindley y publicado en Collectanea Botanica, ad pl. 33. 1821.
Etimología
Coelogyne (abreviado Coel.): nombre genérico que deriva del griego: "kolios"= "hendidura" y  "gyne" = "hembra" refiriéndose al profunda cavidad estigmática característica de este género.
cristata: epíteto latino que significa "con cresta".
Sinónimos
- Cymbidium speciosissimum D.Don, Prodr. Fl. Nepal.: 35 (1825).
- Coelogyne cristata var. hololeuca Rchb.f., Gard. Chron., n.s., 16: 563 (1881).
- Pleione speciosissima (D.Don) Kuntze, Revis. Gen. Pl. 2: 681 (1891).
- Coelogyne cristata f. hololeuca (Rchb.f.) M.Wolff & O.Gruss, Orchid. Atlas: 78 (2007).[3][4]